# آغوش‌گیری

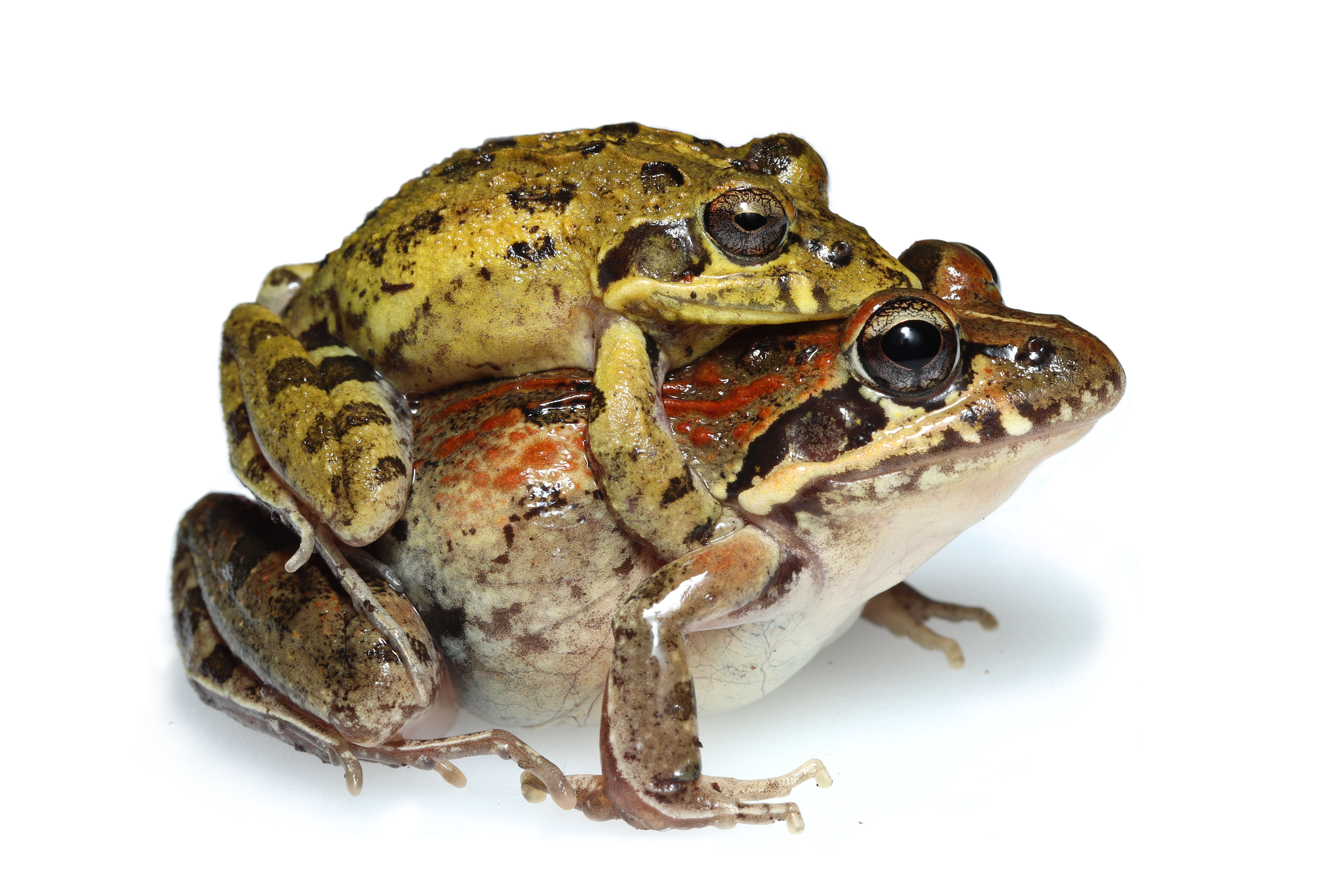
یک جفت قورباغه جویباری کلیکی (Strongylopus grayii) در حال آغوش‌گیری

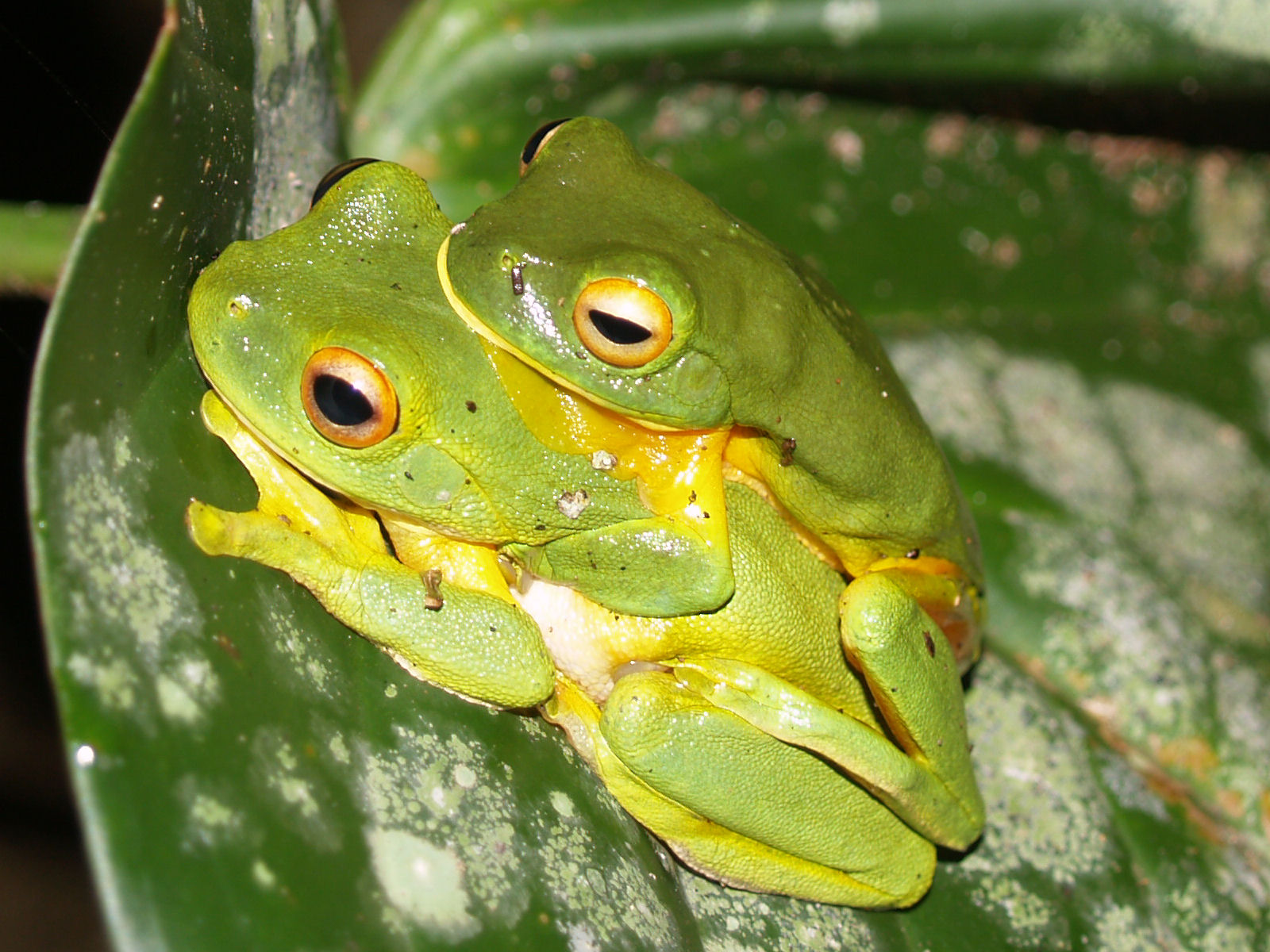
قورباغه‌های ران نارنجی (Litoria xanthomera) در حال آغوش‌گیری

آغوش‌گیری یا هم‌آغوشی (به لاتین: Amplexus) (در زبان لاتین یعنی "آغوش")، نوعی رفتار جفت‌گیری است که توسط برخی از گونه‌های بارورکننده بیرونی (عمدتا دوزیستان و خرچنگ‌های نعل‌اسبی) نشان داده می‌شود که در آن یک نر به عنوان بخشی از فرایند جفت‌گیری، یک ماده را با پاهای جلویی خود می‌گیرد و در همان زمان یا با کمی تأخیر، تخم‌ها را بارور می‌کند، زیرا آنها از بدن ماده آزاد می‌شوند. در دوزیستان، ماده‌ها ممکن است توسط سر، کمر یا زیربغل گرفته شوند و نوع آغوش‌گیری ویژگی برخی از گروه‌های طبقه‌بندی است.

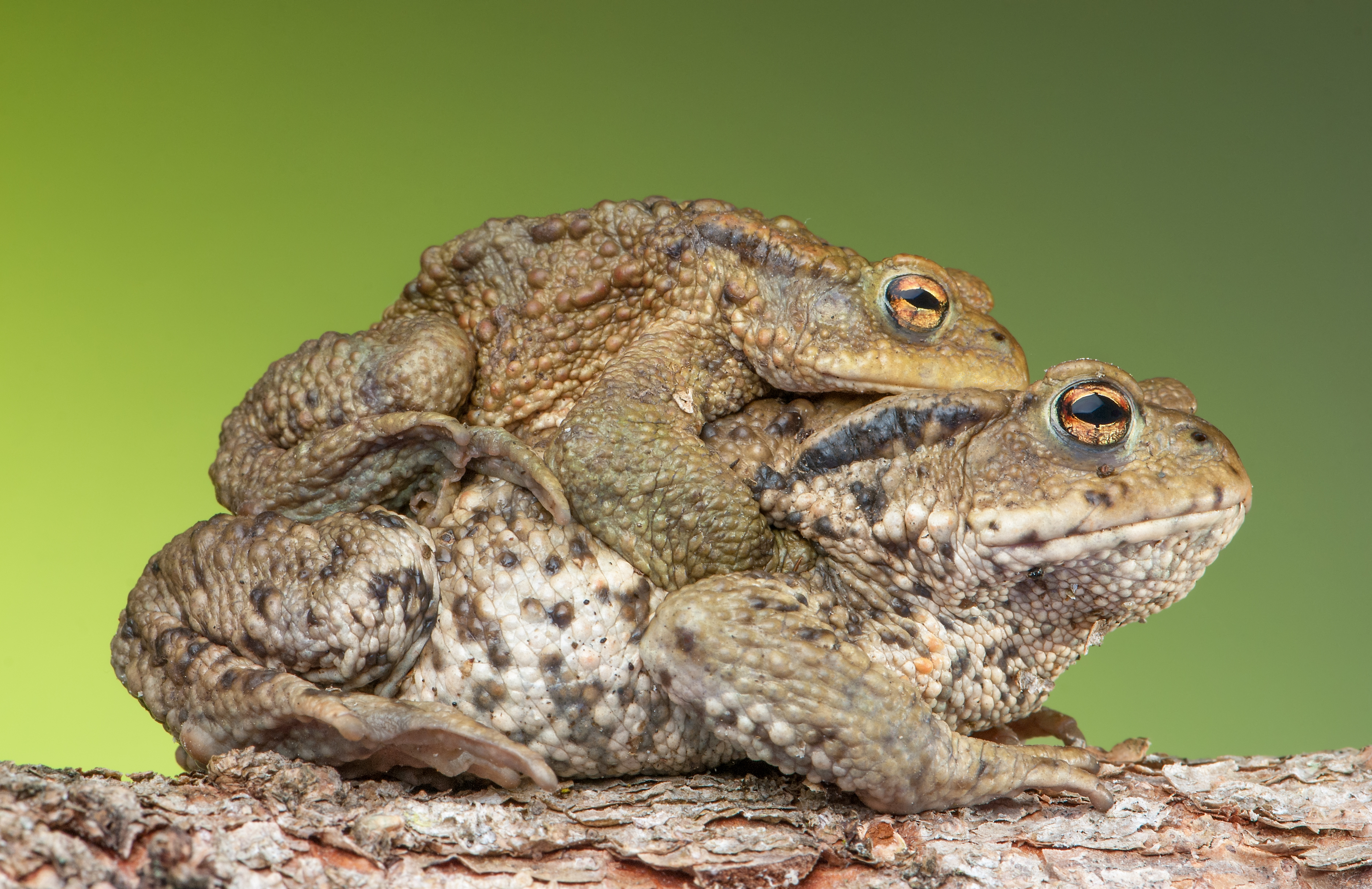
وزغ معمولی اروپایی (Bufo bufo).